# أندريس ماتا ماتا (كاتب)
أندريس ماتا ماتا (بالإسبانية: Andrés Mata)‏ هو صحفي وكاتب وشاعر فنزويلي، ولد في 10 نوفمبر 1870 في كاروبانو ‏ في فنزويلا، وتوفي في 18 نوفمبر 1931 في باريس في فرنسا.